# Écalles-Alix
 Écalles-Alix  es una población y comuna francesa, en la región de Alta Normandía, departamento de Sena Marítimo, en el distrito de Rouen y cantón de Pavilly.

## Demografía
| 345 | 344 | 321 | 339 | 447 | 501 |
| Para los censos de 1962 a 1999 la población legal corresponde a la población sin duplicidades (Fuente: INSEE [Consultar]) |     |     |     |     |     |